# Трахом
Трахом (познат такође и као грануларни конјуктивитис, египатска офталмија и заразни кератоконјуктивитис) је заразна болест чији је узрочник Chlamydia trachomatis. Инфекција доводи до појаве храпавости унутрашње површине очног капка. Услед храпавости може да дође до појаве бола у очима, оштећења спољашњег слоја или рожњаче очију и вероватно до слепила.

## Узрочник
Бактерија која је узрочник ове болести се преноси путем директног или индиректног контакта са очима или носом заражене особе. Индиректан контакт је преко одеће или мува које су дошле у контакт са очима или носом заражене особе. Обично је потребно више понављања ове инфекције током година да би настали такви ожиљци очног капка који ће узроковати трење трепавица о око. Болест се шири много чешће међу децом него међу одраслима. На ширење ове болести утичу и лоши санитарни услови, пренасељеност и помањкање чисте воде и тоалета.

## Превенција и лечење
Међу превентивним мерама се налазе побољшавање приступа чистој води и смањивање броја заражених људи лечењем антибиотицима. То може да значи истовремено лечење целе групе људи код којих се ова болест јавља. За спречавање ове болести није довољно прање само по себи, али може бити корисно када се користи заједно са другим мерама. Међу опцијама за лечење се налазе орална примена азитромицина или топикална примена тетрациклина. Азитромицину се даје предност зато што се може користити само као једна орална доза. Онда када дође до појаве ожиљака на очном капку потребна је хируршка интервенција да би се поправио положај трепавица и спречио губитак вида.

## Епидемиологија
На глобалном нивоу, око осамдесет милиона људи има активни облик инфекције. У неким подручјима инфекција може бити присутна код 60–90% деце и чешће погађа жене него мушкарце, из тог разлога што су жене у ближем контакту са децом. Ова болест је узрочник слабовидости код 2,2 милиона људи, од којих је 1,2 милиона потпуно слепо. Веома често се јавља у 53 земље Африке, Азије, Средње и Јужне Америке, при чему се у ризичној групи налази око 230 милиона људи. Ова болест доводи до економског губитка од 8 милијарди долара годишње. Припада групи болести које су познате под називом занемарене тропске болести.